# Pflach
Pflach är en ort och kommun i distriktet Reutte i förbundslandet Tyrolen i Österrike. I nordöst gränsar kommunen mot Tyskland.
Kommunen består av tre orter (Ortschaften) (inom parentes invånarantal 1 januari 2024):
- Pflach (1 013)
- Oberletzen (511)
- Unterletzen (102)